# Iuri Filosi
Iuri Filosi (Brescia, 17 gennaio 1992) è un ex ciclista su strada italiano, professionista dal 2015 al 2021 e vincitore del Gran Premio Città di Lugano 2017.

## Carriera
Originario di Praso, dal 2012 al 2013 gareggia tra le file della Viris Vigevano-G.S. Luigi Maserati, con cui nel 2013 vince la Milano-Rapallo e si piazza secondo al Piccolo Giro di Lombardia. Passato al Team Colpack per il 2014, si aggiudica in stagione quattro vittorie in prove Under-23: la Piccola Sanremo, due tappe alla Vuelta a Bidasoa, corsa a tappe basca, e la classifica generale del Giro Ciclistico Pesche Nettarine di Romagna. Nella stessa stagione, ai campionati europei di Nyon, si aggiudica la medaglia d'argento nella prova in linea Under-23; partecipa inoltre ai campionati del mondo di Ponferrada, classificandosi sesto nella prova in linea di categoria.
Nel 2015 passa professionista con il team Professional italo-giapponese Nippo-Vini Fantini. Nel 2016 partecipa al suo primo Giro d'Italia (non lo porta però a termine) e si classifica quinto alla Volta Limburg Classic; il 7 maggio 2017 coglie dunque il primo e unico successo tra i pro, aggiudicandosi il Gran Premio Città di Lugano. L'anno seguente si trasferisce alla formazione Professional marsigliese Delko Marseille Provence KTM, con cui resta fino a fine 2019 senza però ottenere vittorie. Nel 2020 gareggia con la Professional emiliana Bardiani CSF, nel 2021 con la Continental italo-rumena Giotti Victoria-Savini Due: è quella la sua ultima stagione di attività.

## Palmarès
- 2013 (Viris Maserati)[2]

Milano-Rapallo
- 2014 (Team Colpack)[3]

Piccola Sanremo
1ª tappa Vuelta a Bidasoa (Hendaye > Irun)
2ª tappa Vuelta a Bidasoa (Hondarribia > Hondarribia)
Classifica generale Giro Ciclistico Pesche Nettarine di Romagna
- 2017 (Nippo-Vini Fantini, una vittoria)

Gran Premio Città di Lugano

## Piazzamenti

### Grandi Giri
- Giro d'Italia

2016: fuori tempo massimo (8ª tappa)

### Classiche monumento
- Milano-Sanremo

2017: 33º
2020: ritirato
- Parigi-Roubaix

2018: 99º
2019: ritirato
- Giro di Lombardia

2016: ritirato
2017: 96º

### Competizioni mondiali
- Campionati del mondo

Ponferrada 2014 - In linea Under-23: 6º

### Competizioni continentali
- Campionati europei

Nyon 2014 - In linea Under-23: 2º